# Nóniusz (lófajta)
A nóniusz Magyarországon, a mezőhegyesi ménesben kitenyésztett, törvényileg védett lófajta.

## Története

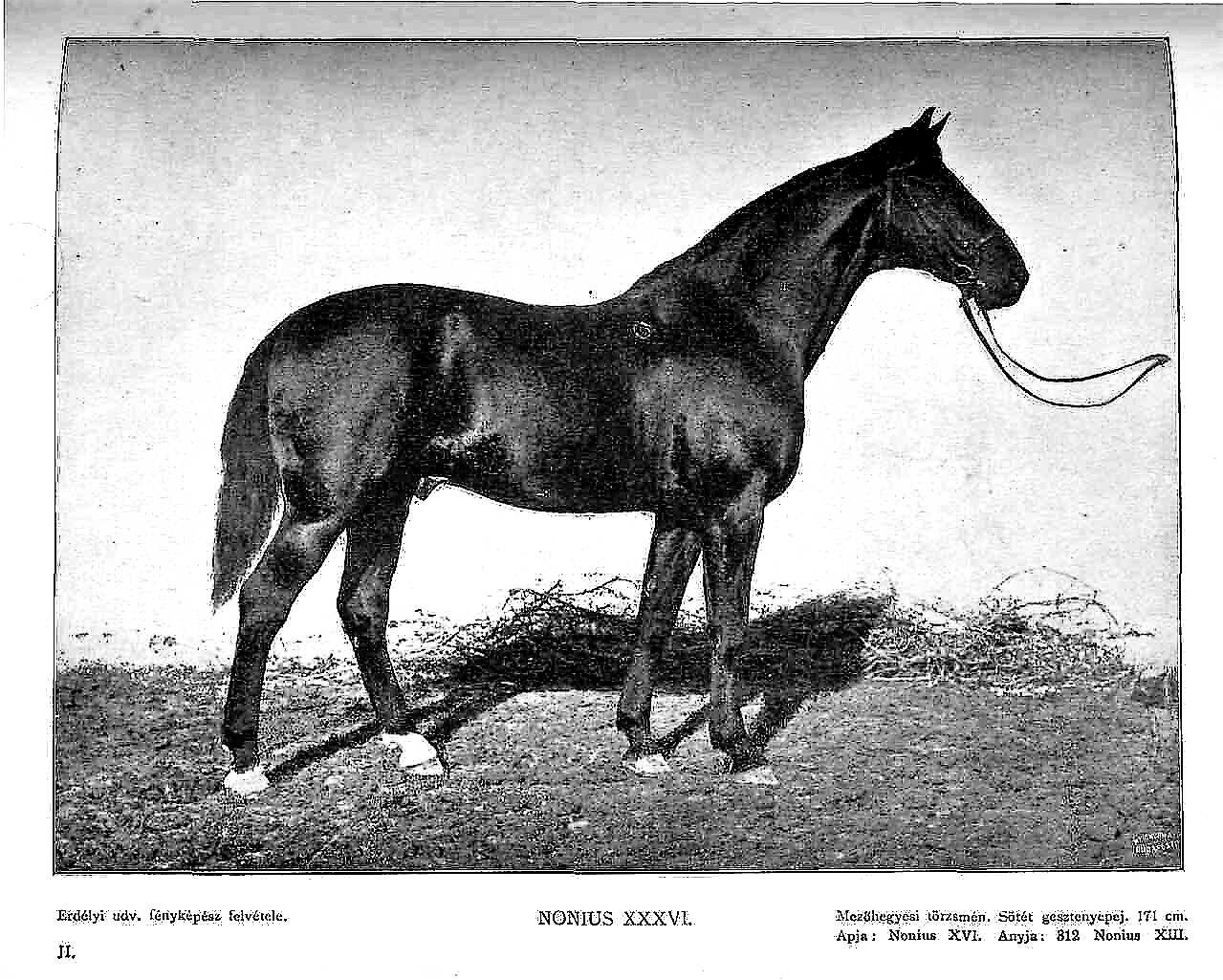
Nonius XXXVI mén (1905)

A 19. század elején, a napóleoni háborúk idején az osztrákok egy francia ménesből több fiatal lovat zsákmányoltak, köztük egy Nonius nevű világospej, anglo-norman mént is, melyet 1816-ban Mezőhegyesre osztottak be. Ő lett Nonius Senior, a fajta "ősapja". 17 éven át állt tenyésztésben, ez idő alatt 368, vegyes fajtájú kancát fedezett, és született utána 79 mén és 122 kancacsikó. A kancák között voltak arab telivérek és spanyol-nápolyi származásúak is. Nonius Senior nem volt feltűnően szép ló, de ezekkel a kancákkal sikerült olyan utódokat létrehozni, amelyek megfeleltek a tenyésztési célnak, amely egy erős testfelépítésű katonai hátas és hámos lófajta kialakítása volt. 15 törzsmén fia összesen 100 tenyészéven keresztül fedezett Mezőhegyesen.
A nóniuszokkal eleinte szoros rokontenyésztést űztek, hogy rögzítsék tulajdonságaikat. A kialakult küllemi hibák kiküszöbölésére angol telivér ménekkel végzett cseppvérkeresztezést alkalmaztak. A kiegyezés után, a 19. század végén Mezőhegyesen fedezett az a négy mén, amelyek utódaikon keresztül több generáción át rögzítették és alakították a fajtát. 1943-ra az összes fajtatiszta nóniusz mén származása ezeknek a méneknek a genealógiai vonalára vezethető vissza, amelyet akkor neveztek el A, B, C és D vonalnak. A vonalak segítségével kerülték el a további szoros rokontenyésztést. Ez a besorolás mind a mai napig fennmaradt annak ellenére, hogy 1965-ben a törzsmének számozását újból 1-gyel kezdték, tekintet nélkül a korábbi vonalbeosztásra. 1961-ben a mezőhegyesi állományt a Hortobágyra telepítették.
A második világháború után a nóniusz mint katonaló elveszítette szerepét, és főleg az Alföldön mint igásló vált kedveltté. A mezőgazdaságból is lassan kiszorultak, és számuk ezzel együtt rohamosan csökkent. 1989-ben alakult meg a Nonius Lótenyésztő Országos Egyesület, amely a fajtatiszta tenyésztést és a génmegőrzést tűzte ki elsődleges célul. Talán a legkedvezőbb helyzetben van lófajtáink közül, mert régi nagy ménesei megmaradtak, eredeti kancacsaládjai fellelhetők.

## Tulajdonságai
A fajta az angol félvér jellegűek egyik legtömegesebbike. Két típusa alakult ki, a nagyobb testű, jórészt fekete mezőhegyesi, valamint a kisebb, szikárabb, többnyire pej színű hortobágyi. A sárga színű egyedeket nem törzskönyvezik. Bottal mért marmagassága 155–165 cm.
Munkakészsége páratlan. Nyugodt vérmérsékletű, tartós teljesítményre képes igásló és fogatló valamint nagyszerűen bevált az ugrósportban. A hobbi lótartásban is bizonyított, mint mindenes.
A fajtát jelenleg megpróbálják könnyedebbé és gyorsabbá tenni, angol telivérek tenyésztésbe állításával (cseppvérkeresztezés). Ezek a nóniuszok már inkább megfelelnek a mai fogatsport követelményeinek.

## Nonius Méneskönyv
Nóniusz fajtájúnak az a ló tekinthető, amely megfelel a  Nonius Méneskönyv követelményeinek.
- Törzstenyészetek és tenyészetjelek: 
  - Állampuszta – AA
  - Biharnagybajom – BB
  - Fábiánsebestyén – F
  - Hortobágy – H
  - Mezőhegyes – M
  - Szentes – ST[1]